# Tegella unicornis
Tegella unicornis är en mossdjursart som först beskrevs av Fleming 1828.  Tegella unicornis ingår i släktet Tegella och familjen Calloporidae. Arten är reproducerande i Sverige. Inga underarter finns listade i Catalogue of Life.